# 中谷萌
中谷 萌（なかたに もえ、1998年1月22日 - ）は、福岡放送 (FBS) のアナウンサー。大阪府八尾市出身。

## 来歴・人物
京都女子大学文学部卒業。 2017年、第65代大阪今宮戎福娘選出。福娘同期に黒田みゆ（日本テレビ）、東留伽（朝日放送テレビ）、西川梨緒奈（QVCジャパン）がいた。 ミス・インターナショナル2018日本大会決勝進出。
2020年4月、福岡放送入社。同期入社は遠野愛。
福岡放送アナウンサーの檜垣すみれとは大阪今宮戎福娘（第69代）の後輩にあたる。
テレビ西日本アナウンサーの高木春菜とは同じ関西出身（中谷は大阪、高木は兵庫）かつ大学時代からの友人であり、現在も互いのインスタグラムに2
ショット写真を投稿するなど交流がある。
2025年03月06日、担当番組のめんたいワイドにて結婚発表

## 出演番組

### FBSアナウンサーとして
- 夢空間スポーツ（2020年6月7日 - ）[4]
- めんたいワイド（2020年9月28日 - ）- 月曜日・火曜日担当お天気＆ゲーム中継〜2023年4月からはスポーツコーナーとゲームコーナーを担当
- 定時ニュース
- 博多祇園山笠「追い山馴し」（2023年7月12日） - 櫛田神社特設席司会

### FBS入社前
- 林先生が驚く初耳学!（2019年2月17日 - 2019年6月9日、MBS）- 不定期VTRコーナー「絶対キー局!吉川美代子先生の女子アナ学」